# Palais de Monserrate
Le Palais de Monserrate est un des plus beaux exemples de style berbère néomauresque construit au XIXe siècle dans la ville de Sintra au Portugal. Le responsable du projet a été James Knowles. Les parcs et jardins d'un total de 143 hectares donnent à ce palais un environnement exubérant.
Le paysagiste français Henri Navel (1878-1963) dirigea le parc et jardin botanique de Monserrate dans les années 1910.

## Galerie photo

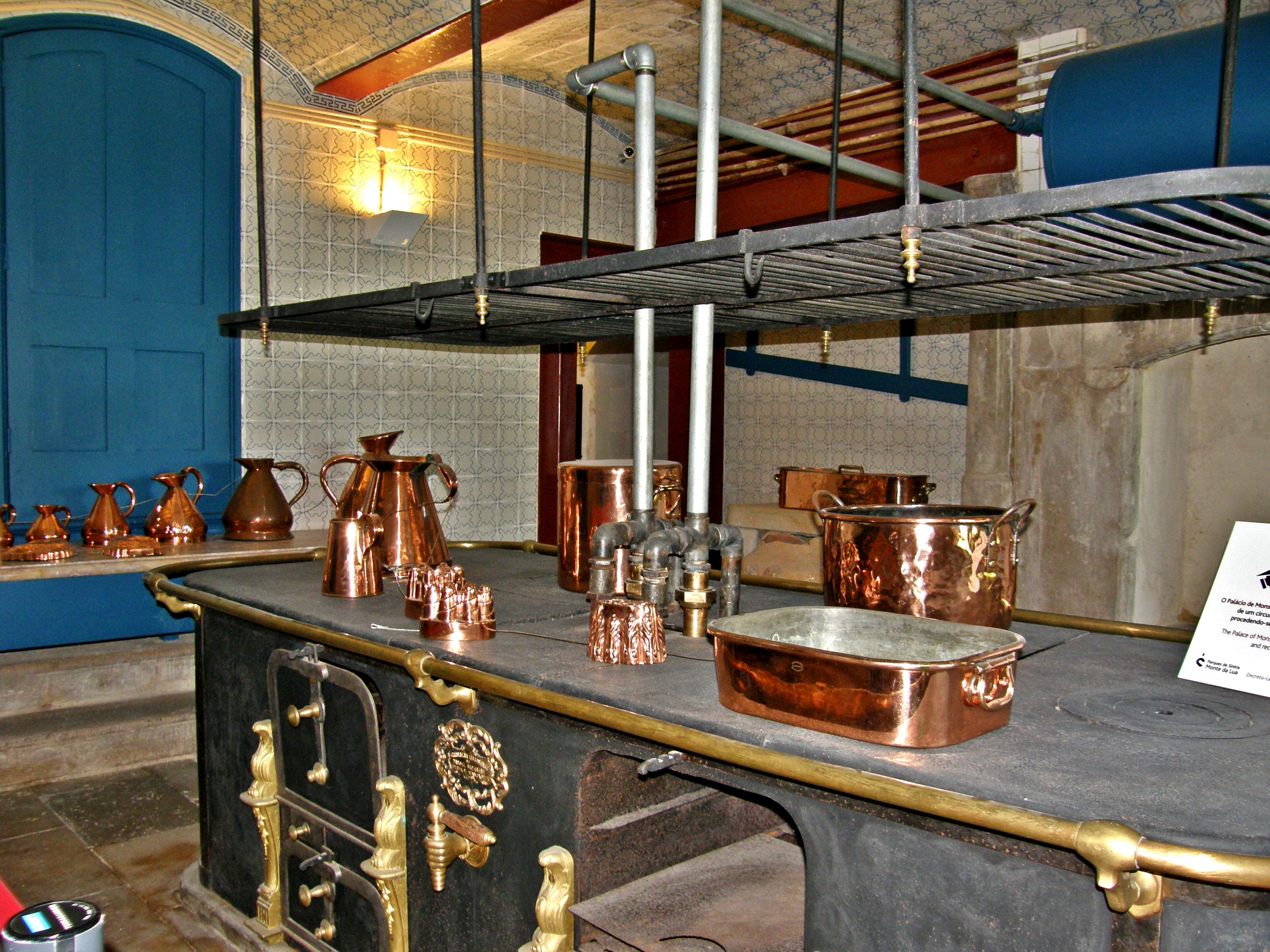
La cuisine au sous sol
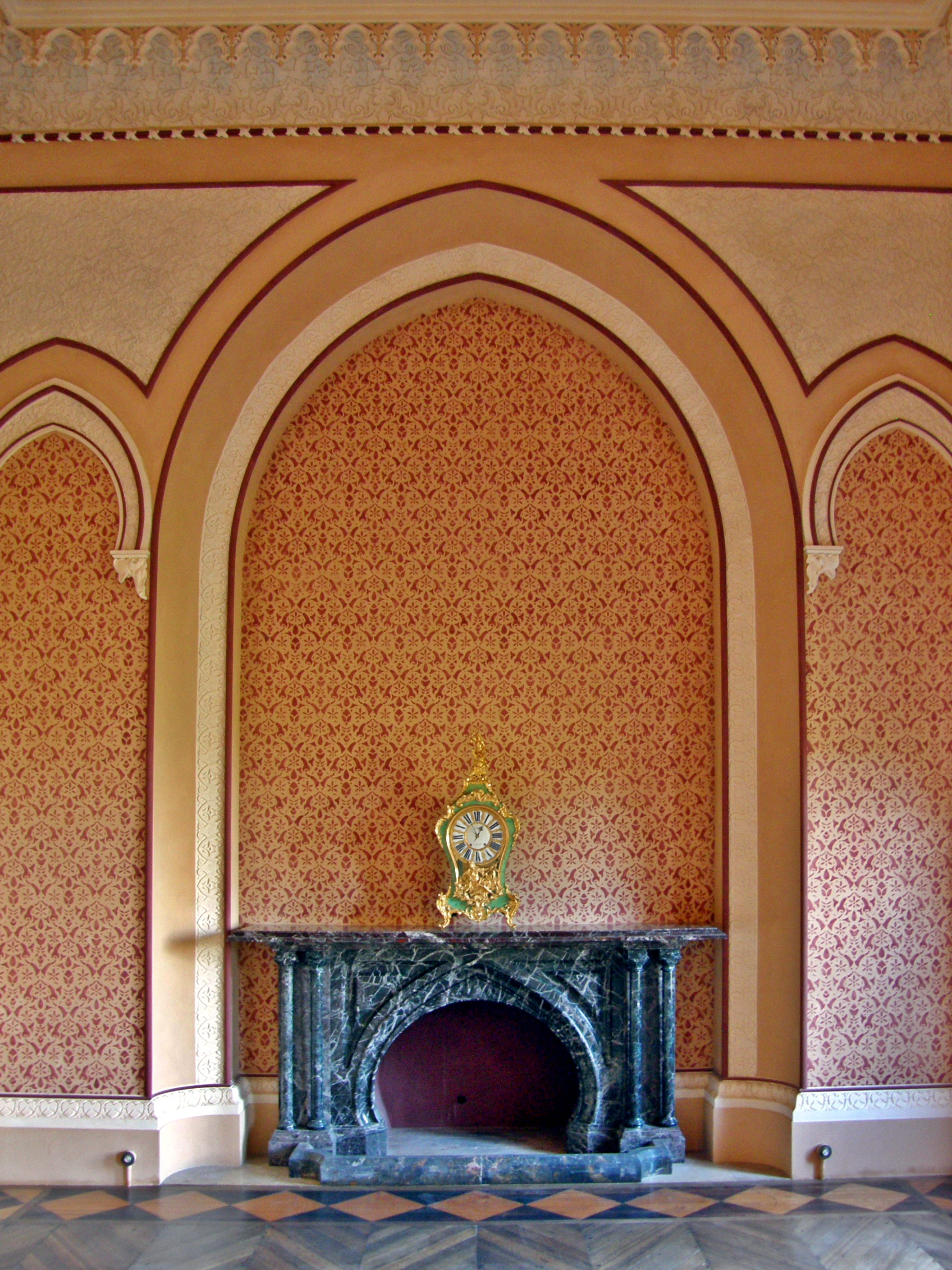
Une salle de l'aile est
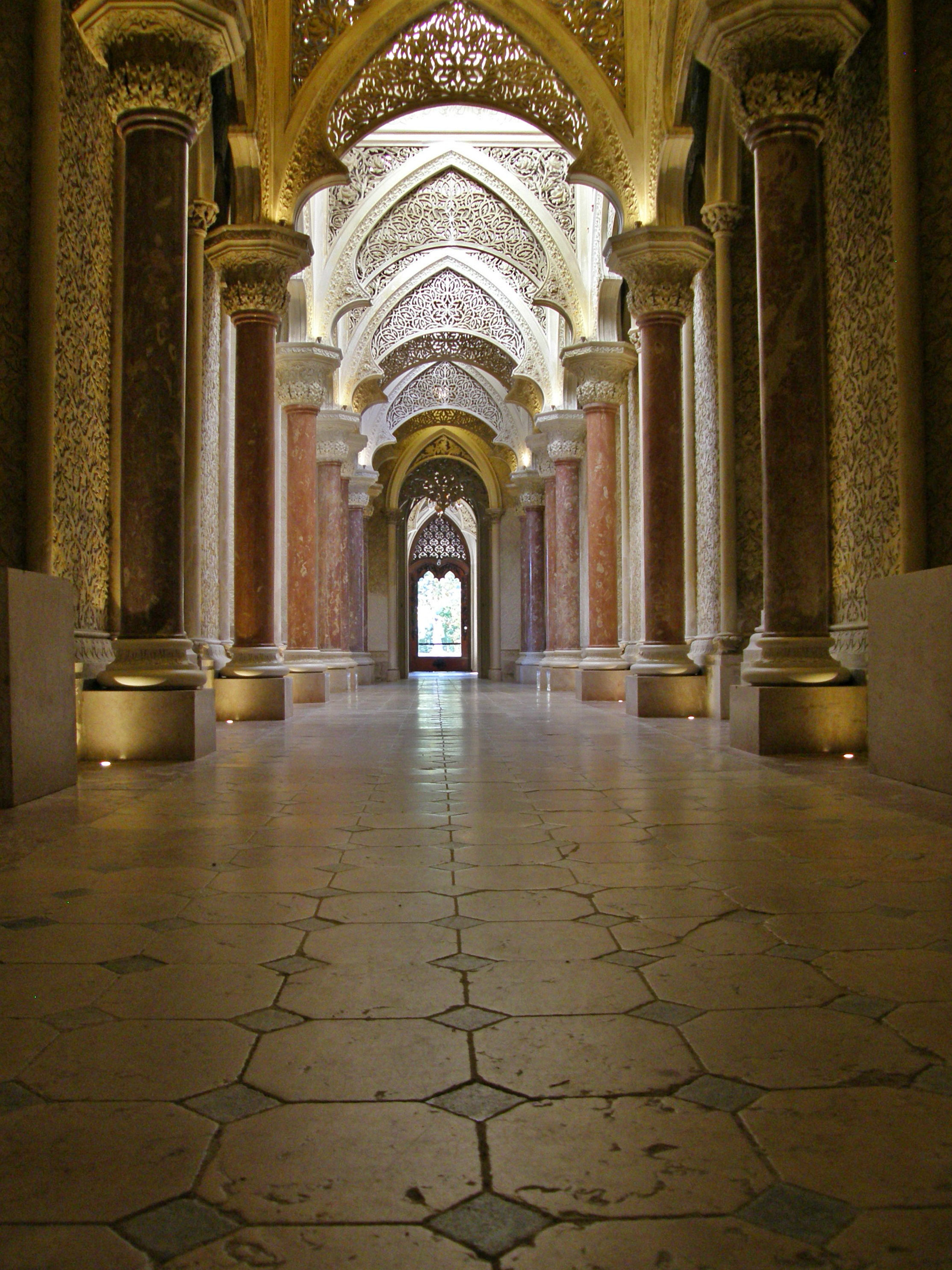
L'aile est du palais
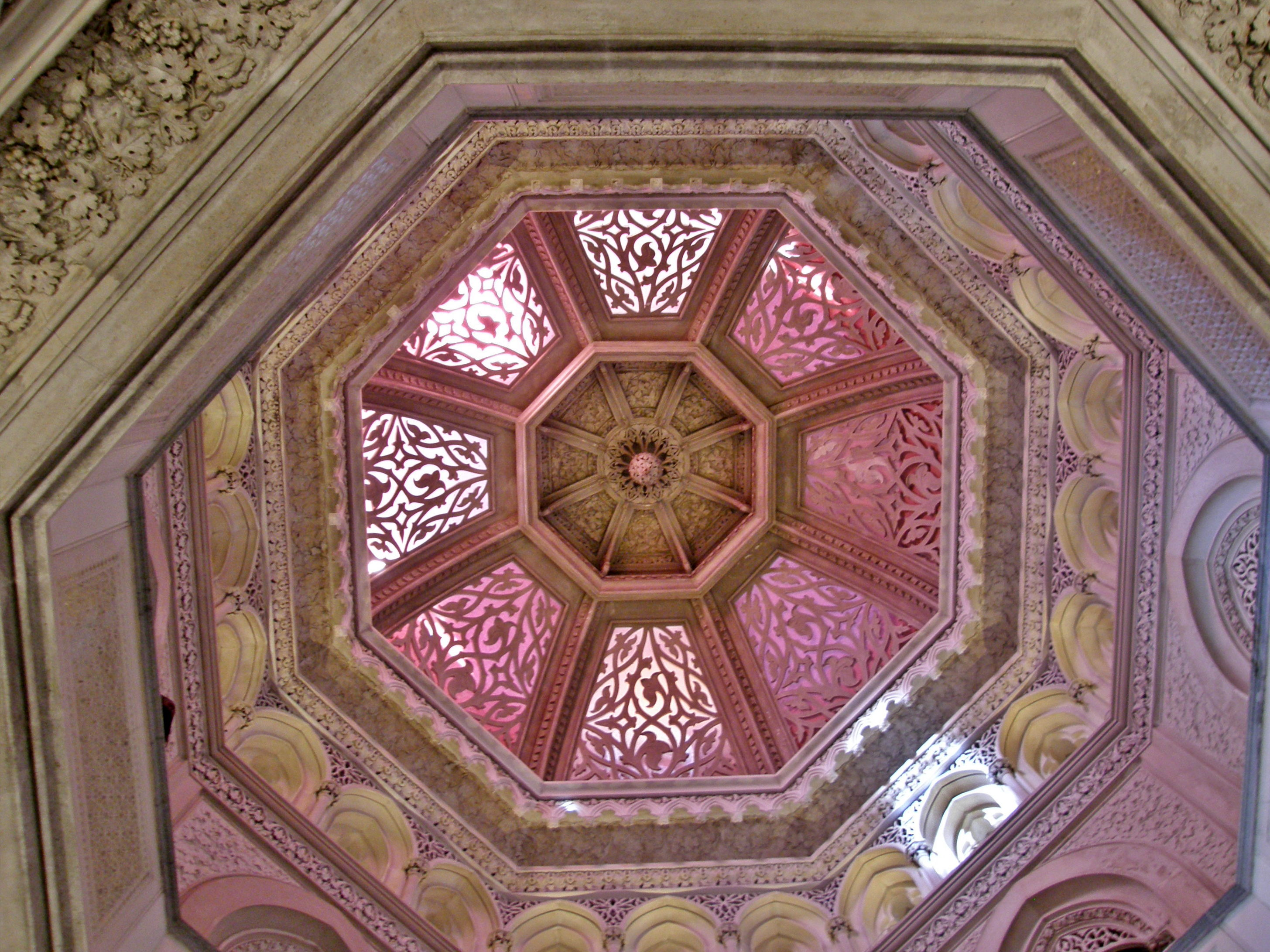
Coupole centrale
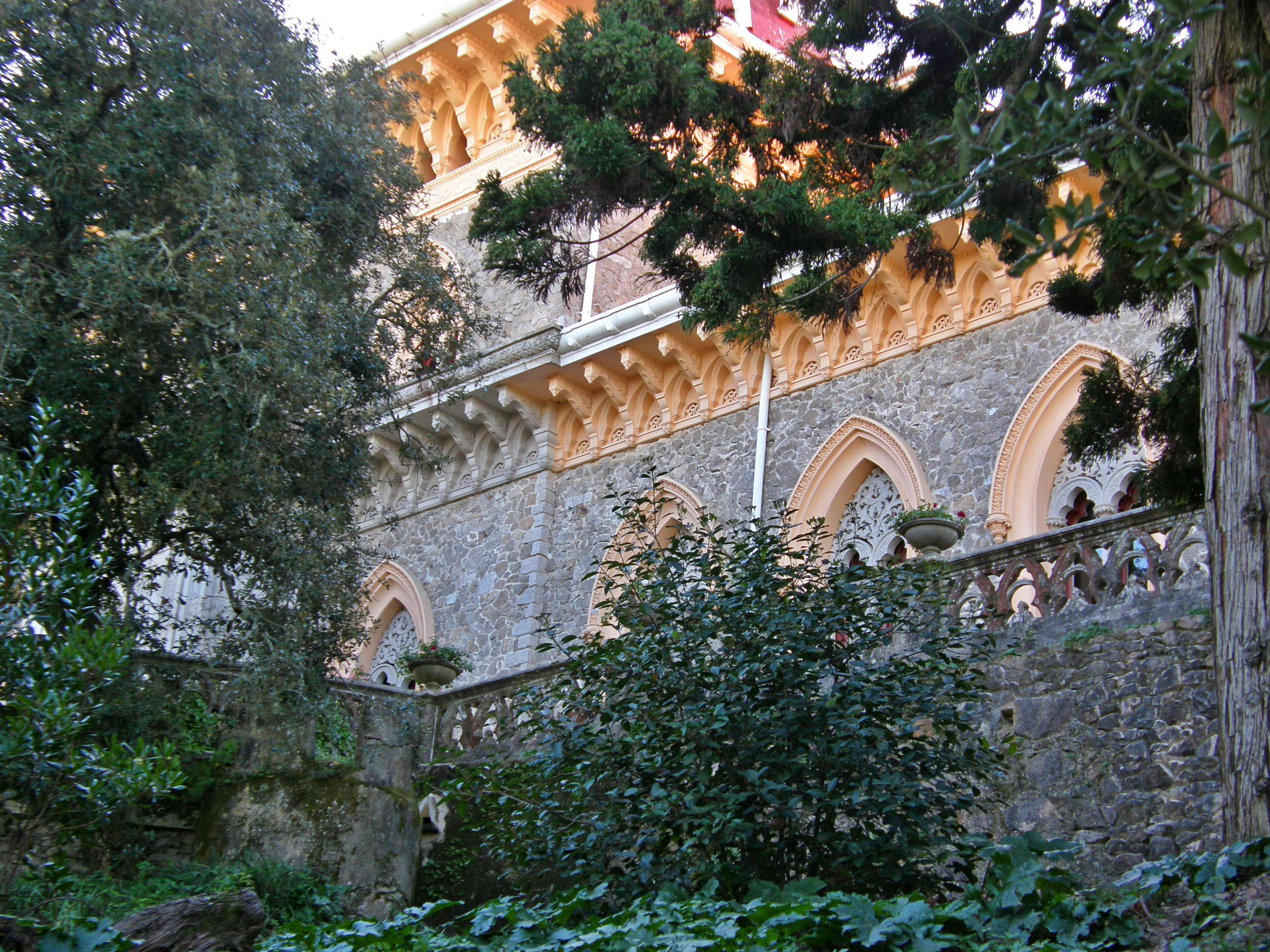
Façade nord-est
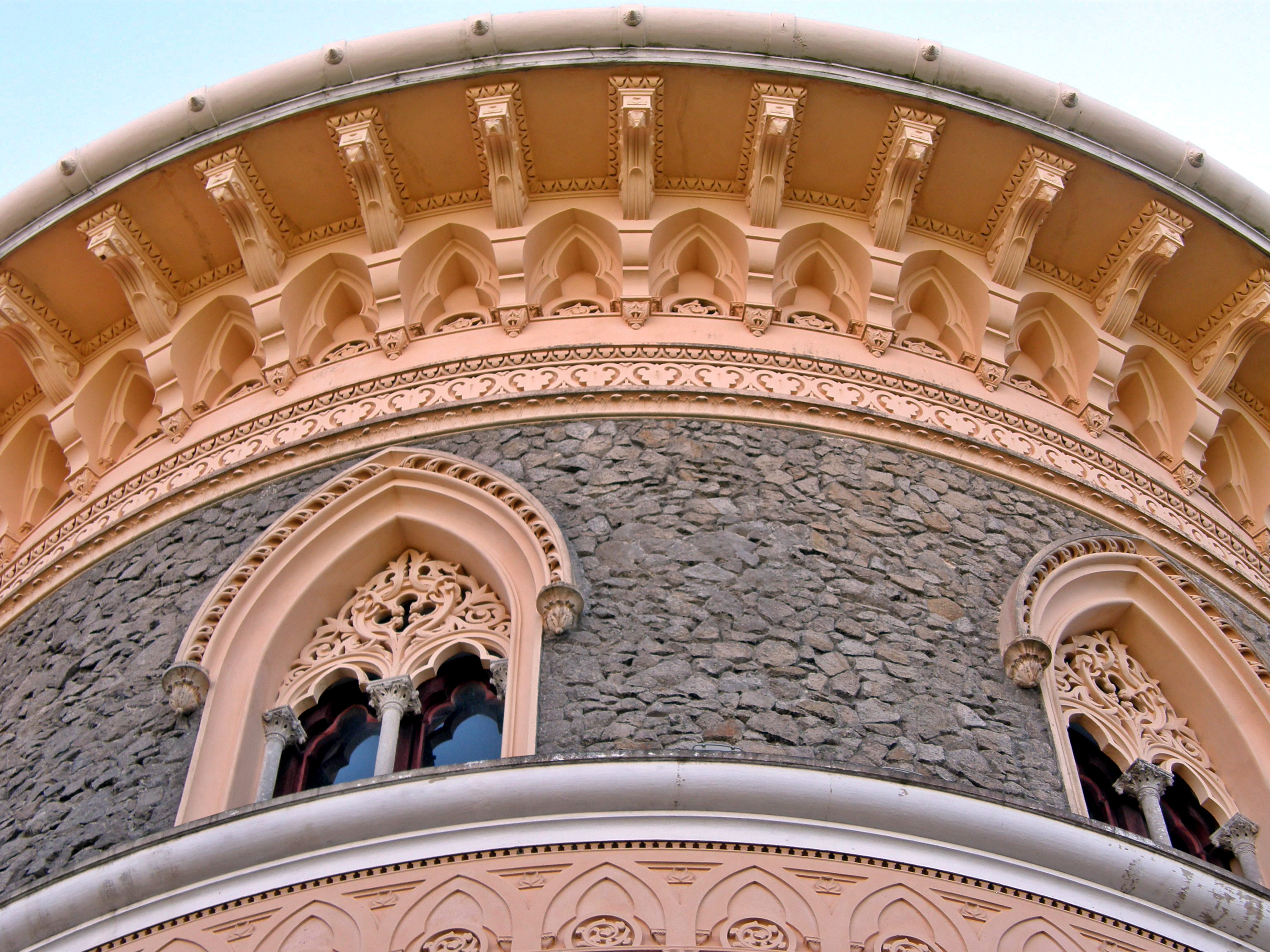
une tour
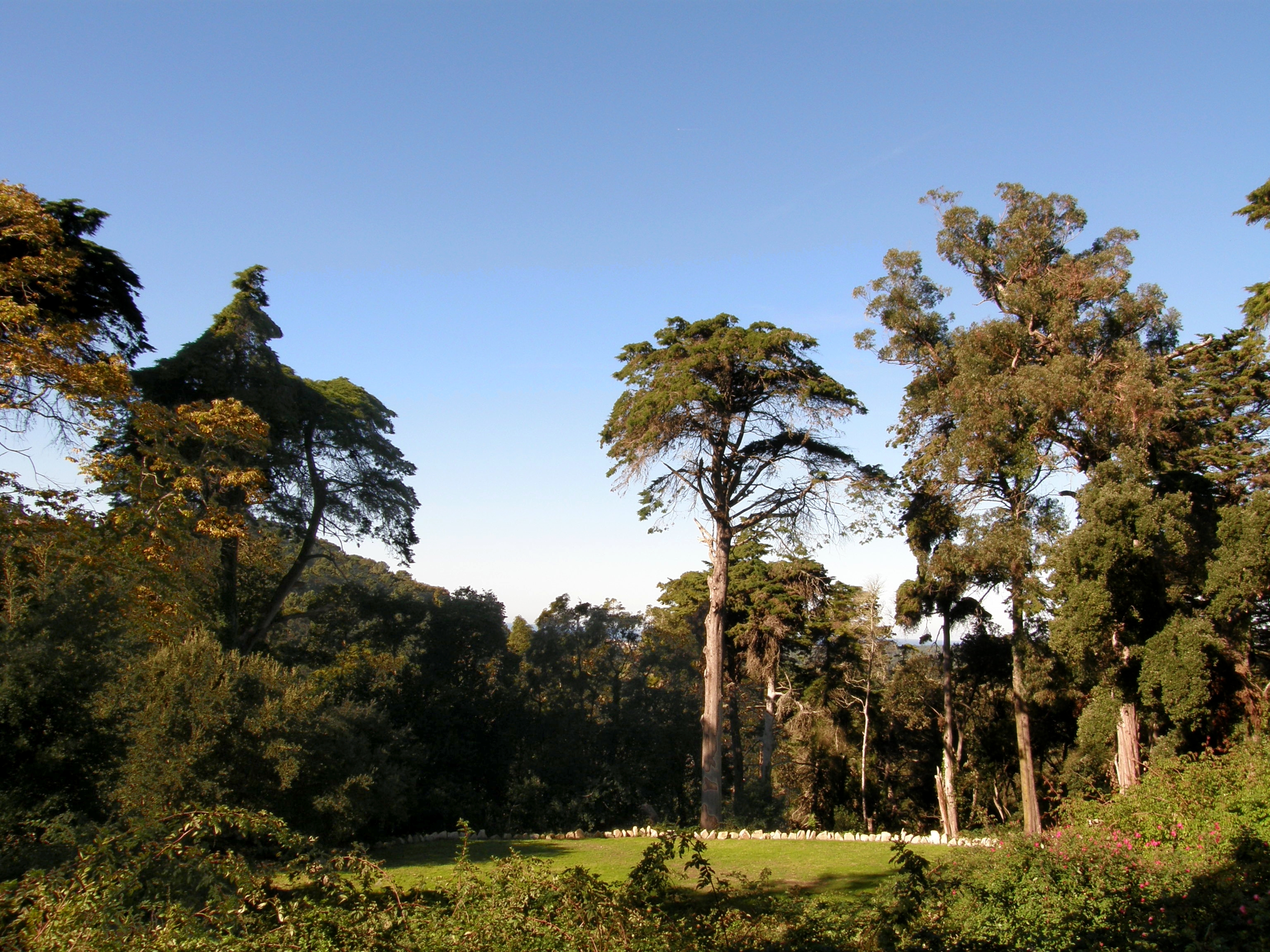
Le parc